# Piper galicianum
Piper galicianum är en pepparväxtart som beskrevs av J.A. Steyermark. Piper galicianum ingår i släktet Piper och familjen pepparväxter. Utöver nominatformen finns också underarten P. g. hirsutopetiolatum.